# Sáh Sudzsa mogul herceg
Sáh Sudzsa (1616. június 23. – 1661. február 7.) Sáh Dzsahán mogul sah második fia volt, Mumtáz Mahal nevű feleségétől. Pazir Banu Begam nevű lánya Aurangzeb felesége volt.

## Családja és ifjúsága

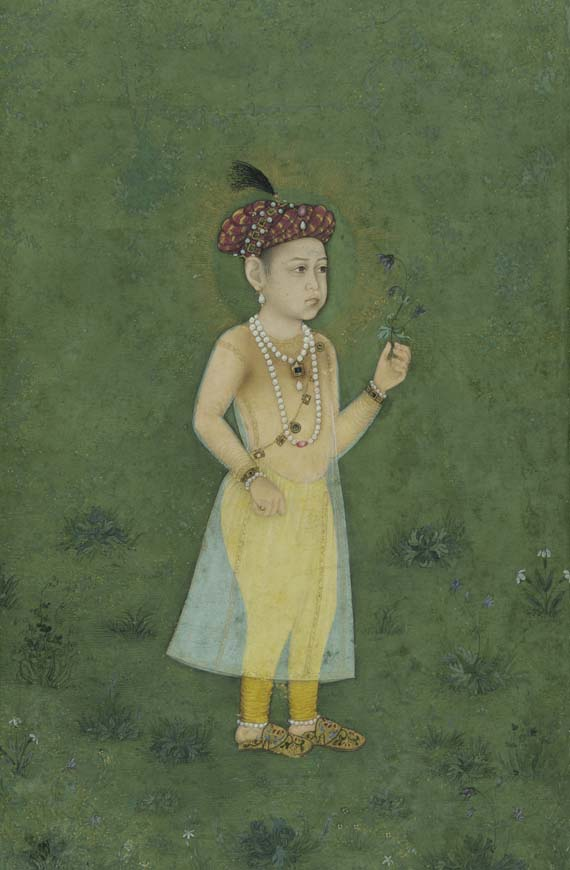
Sáh Sudzsa gyermekkorában, 1650

Sáh Sudzsa Ádzsmírban született, 1616. június 23-án. Sáh Dzsahán mogul sah és Mumtaz Mahal második fia  volt.
Sudzsa testvérei voltak Dzsahanara Begam, Dara Sikoh, Rosnara Begam, Aurangzeb, Murád Baks, Gauhara Begam és mások. Három fia született, Szultán Zain-ul-Din (Bon Szultán vagy Szultán Bang), Buland Aktár és Zainul Abidin, valamint három lánya, Gulrukh Banu, Rosanara Begam, és Amina Begam.

## Házassága
1625-ben Paira Banu Begam hercegnőt vette el, aki a khitvari Gur Szen rádzsa lánya volt. Második felesége Bilkisz Begam volt.

## Bengálkormányzója
Sáh Dzsahán kinevezte Sudzsát Bengál és Bihár szubahdárjának 1641-ben és Orisza szubahdárja 1648. július 25-én lett, 1661-ig. Kormányzása idején egy hivatalos rezidenciát építtetett a fővárosban, Dakkában, a Bara Katrát.
Sáh Dzsahán megbetegedését követően 1657 szeptemberében, hatalmi válság alakult ki a mogul hercegek közt. Sáh Sudzsa uralkodónak kiáltotta ki magát, de Aurangzeb Delhiben trónra lépett és elküldte Mir Dzsumlát, hogy győzze le Sudzsát. 1659. január 5-én a kadzsvai csatában Sudzsa vereséget szenvedett. Először Tandahba vonult vissza, majd Dakába 1660. április 12-én. Dakkát május 6-án hagyta el és hajóra szállt a mai Bulua közelében május 12-én és Arakan felé hajózott.  Mir Dzsumla 1660. május 9-én elérte Dakkát és Aurangzeb kinevezte Bengál új szubahdárjának.

### Építkezések Dhakában

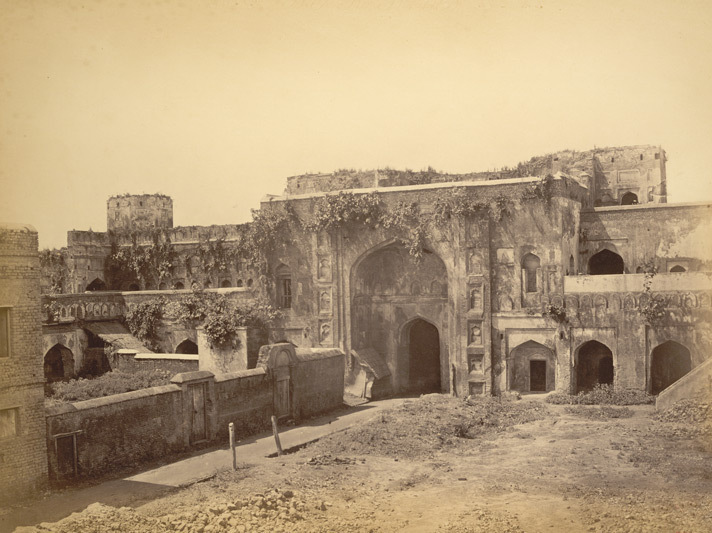
Bara Katra
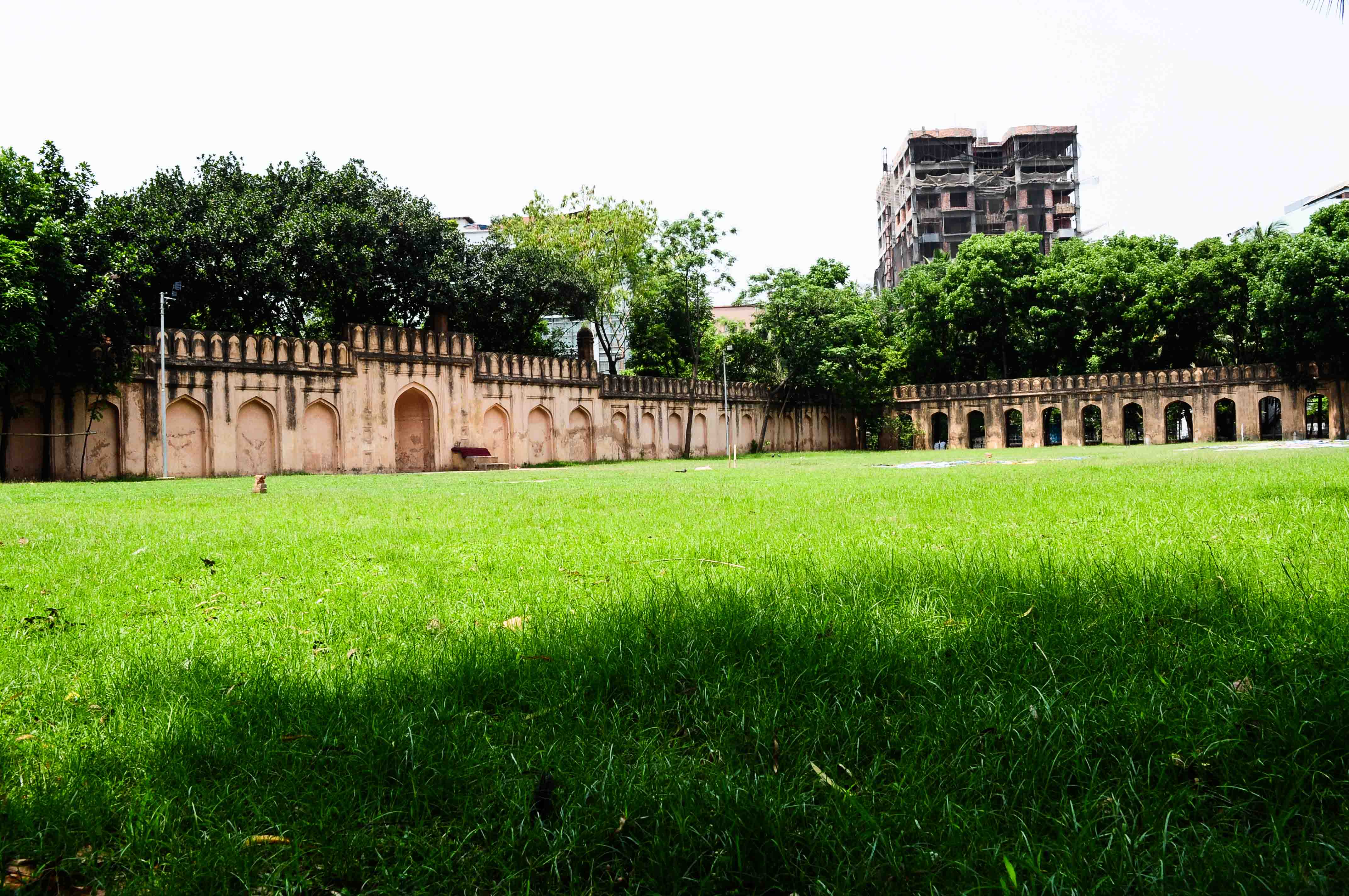
Dhanmondi Eidgah
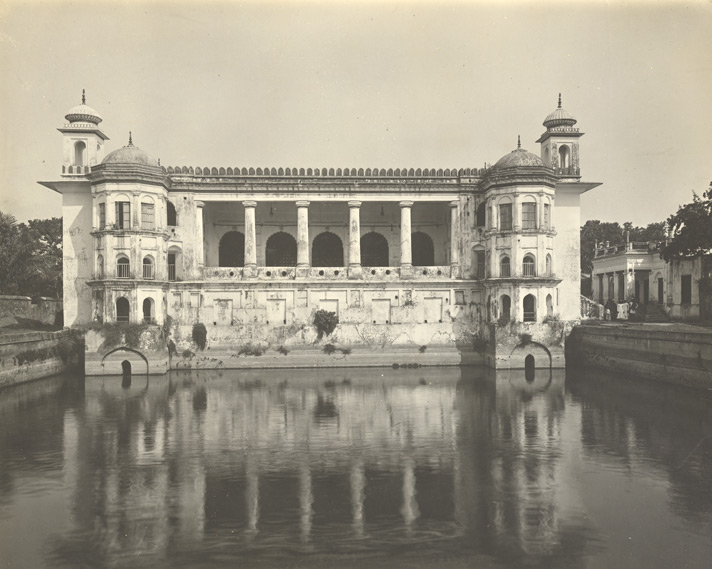
Hussaini Dalan
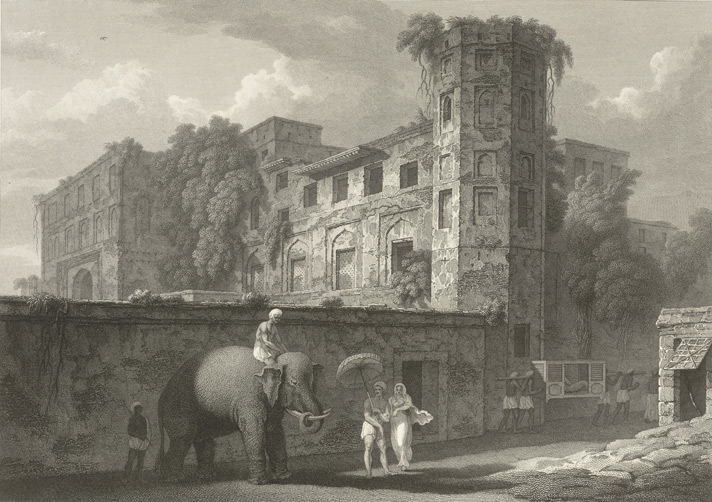
Egy rézkarc Bara Katráról, Sir Charles D ' Oyly 1823.

## Örökösödési háború

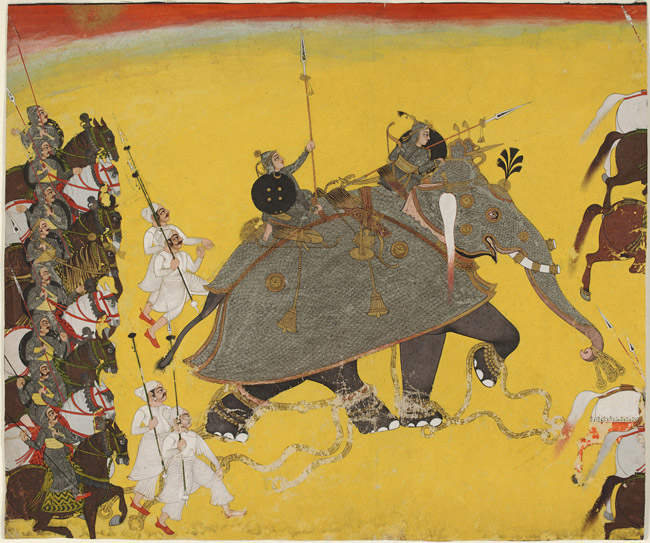
Páncélozott elit harci elefánt Sáh Sudzsa seregéből.

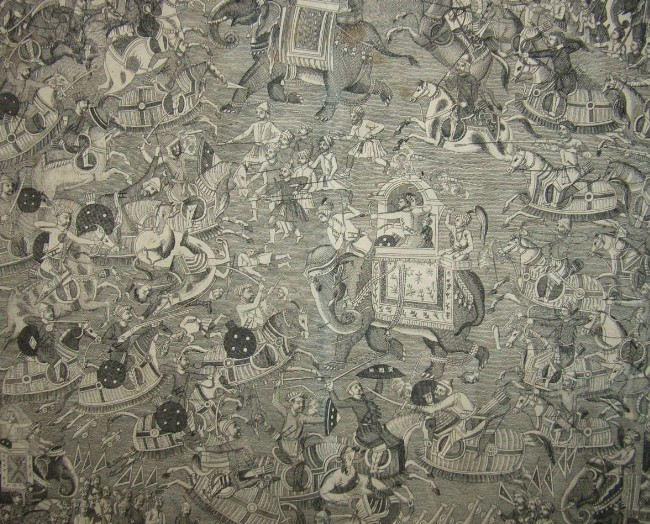
Aurangzeb és Sáh Sudzsa mogul seregei megütköznek.

Amikor Sáh Dzsahán megbetegedett, hatalmi harcok vették kezdetüket négy fia közt – Dara Sikoh, Sáh Sudzsa, Aurangzeb és Murád Baks. Sudzsa azonnal kikiáltotta magát uralkodónak és felvette az uralkodói címeket 1657 novemberében.
Nagy sereggel indult harcba a trónért, amit szép számú hadihajó is támogatott a Gangesz-folyón. Ám így is vereséget szenvedett Dara seregétől a szenvedélyes bahádurpuri csatában, Banáresz közelében (ma Uttar Prades államban van, India). Sudzsa visszavonult Rádzsmahalba, hogy felkészüljön a további harcokra. 1658. május 17-én szerződést írt alá bátyjával, Darával, amely alapján tovább uralkodhatott Bengálban, Orisszában és Bihár nagy részén.
Időközben Aurangzeb kétszer is vereséget mért Darára (Darmatnál és Szamugarnál), elfogta és kivégeztette őt eretnekség vádjával és trónra lépett. Sudzsa ismét felvonult a főváros ellen, de most Aurangzeb ellenében. A csatára 1659. január 5-én került sor Kadzsva térségében (Fatehpuri körzet, Uttar Prades, India), ahol Sudzsa vereséget szenvedett.
Ez után a vereség után Sudzsa Bengál felé vonult vissza. A birodalmi seregek üldözték őt Mir Dzsumla vezetése alatt. Sudzsa jól állította fel csatatervét. Ennek ellenére 1660 áprilisában, az utolsó csatában, veszített. Minden vereség után szembe kellett néznie katonái dezertálásával, de nem veszítette el a hitét. Inkább friss lendülettel szervezte újjá seregét. Ám amikor a bekerítés veszélye fenyegette Tandahnál, és rájött, hogy képtelen újra rendezni seregét, úgy döntött, hogy örökre elhagyja Bengált és Arakanban keres menedéket.

## Vezetése alatt levő katonák száma
- 1636 - 5000(20)
- 1641 - 30,000(25)
- 1646 - 36,000(30)
- 1653 - 40,000(37)
- 1655 - 43,000(39)

## Az arakani szökés

### Úton Arakanba
Sudzsa családjával és kíséretével elhagyta Tandahot 1660. április 6-án és április 12-én megérkezett Dakkába. Innen május 6-án ment tovább, felszállt egy arakáni hajóra május 12-én Buluánál (a mai Noakali, Banglades, közelében).
Sáh Sudzsa állítólag hatalmas kincset vitt magával Arakanba, amit azért halmozott fel, hogy vissza tudja szerezni a mogul trónt. Miután elhagyta Dakkát, Csittagongba hajózott, ami akkoriban az Arakani királysághoz tartozott. Onnan a szárazföldön folytatta útját, hogy elérje Mrohaungot, ahol a király székelt, délre a Naf-folyótól. A menet 1660. május végén elhagyta Csittagongot. Azt mondják, 1000 gyaloghintót foglalt magába, amikben asszonyait és nagyszámú udvaroncait és kíséretét vitték. Útjuk Cox’s Bazar és Teknaf felé vezetett és néhányan még mindig Sudzsa útjának nevezik. Cox’s Bazar-ban van egy partrész, amit gyaloghintó part néven ismernek, mivel ott táborozott le az ezer gyaloghintós. Mivel egy ilyen úton több megálló is kellett, hogy legyen és semmilyen hiteles forrásunk sincs a további útról, feltételezhető, hogy ezen a parton tovább állomásoztak.

### Az arakani király árulása
Miután Sudzsa megérkezett, az arakani király, Szanda Tudamma, követsége fogadta és elvezették a mogul herceget egy számukra elkülönített negyedbe. Nicolao Manucci azt jegyezte fel, hogy Sudzsa 1660. jánius 5-én kelt útra és Augusztus 26-án érkezett meg Arakanba." Harvey úgy tudja, hogy Sudzsa azért ment Arakanba, mert Tudamma megígérte neki, hogy híres hajóinak egyikén elviszi őt Mekkába zarándokolni. Ám megszegte ígéretét. Midőn Sudzsa megérkezett Arakanba arannyal és kincsekkel megrakott fél tucat tevével, a kísértés túl nagy volt.
Ámokfutásba kezdtek és majdnem felégették az egész királyi palotát 1660 decemberében, és sok mogult lemészároltak. Egyes források szerint Sudzsa a Mrohaung közelében levő rengetegbe menekült, Arakanban, ahol üldözői elfogták 1661. február 7-én három fiával egyetemben. 1663. július 25-e táján tompa fejszével vágták le fejeiket.
Sáh Sudzsa lányát, Gulruk Banu Begam hercegnőt, megerőszakolta Szanda Tudamma és ezért öngyilkos lett 1663. július 25-én. Szultán Bang és egy másik fivére a harcokban esett el.
A portugálokat arrafele kalózoknak ismerték meg, megmentették Sudzsát, de elrabolták aranyát és ékszereit. Ezek a szerencsétlen események összeroppantották Sudzsa lelki erejét. A túlélő mogulok és Sáh Sudzsa nagy nehézségek árán visszaszöktek Tripurába 1661. május 16-án és 1661 decemberében megérkeztek Manipurba.
Míg Aurangzeb kémjei vadásztak Sudzsára és minden hírre vele kapcsolatban, addig ennek tudatában Sudzsa hívei hamis híreket terjesztettek, hogy Sudzsa harc közben esett el Arakanban, míg mások azt rebesgették, hogy Mekkába hajózott. Ezernyi különféle szóbeszéd kelt szárnyra Sudzsa sorsáról, de egyik sem volt meggyőző.

## Menekülés Manipurba

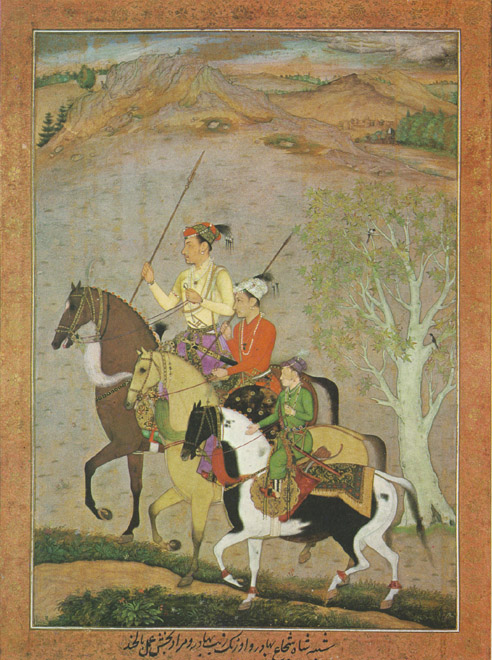
Ez a festmény 1637 körülről a három testvért ábrázolja (balról jobbra) Sudzsa, Aurangzeb, Murad Baks gyermekkorukban.

Mivel a bizalom az arakani királlyal, Szanda Tudammával megszűnt, Sudzsa Tripurába menekült, akinek királya sürgősen tovább küldte őt Manipurba még 1661-ben, mivel nem tudott volna szembeszállni Aurangzeb hadvezérével, II. Mir Dzsumlával.
A mogulok hírt szereztek a dologról, de akkorra már Sudzsa tovább állt. Sáh Sudzsa 1661 decemberében érkezett Manipurba a Cseitarol Kumbaba (a manipuri király krónika) szerint. A mogulok háromtagú követséget küldtek Manipurba 1661. december vége felé, hogy visszahozzák Sudzsa jogsértő családját. Abban az időben Sudzsa a kairangi Haignangban (Imphaltól keletre) rejtőzködött, amit ma Sudzsa-lak néven ismert.
A mogulok trónra emelték Cshatra Manikját (uralkodott 1661-66) Tripurában, míg Govinda Manikja Arakanba menekült, ahol ismét találkozott Sudzsával. Időközben Tripurában Cshatra Manikját elűzték és Govinda visszatért Arakanból, hogy visszaigényelje trónját és uralta Tripurát 1667-től 1675-ig.
A manipuri király, Kundzsaoba, 1662-ben egy háromtagú követséget küldött viszonzásul Aurangzeb mogul sah udvarába. A mogul nagykövetet, Nur Beget, feltartóztatta Manipurban Mohamed Szani, manipuri kádi (mediátor). Ezt úgy intézték, hogy a két mogul parancsnoknak, akiket Sudzsa után küldtek, nevezetesen Dur Begnek és Rasztam Begnek el kellett mondani, hogy Sudzsa Manipurban van. Eközben Sudzsát elővigyázatosságból felküldték az ukruli hegyekbe néhány moszlimmal (akik már letelepedtek Manipurban). Így tehát a tripurai és manipuri királyok kulcsfontosságú szerepet játszottak Sáh Sudzsa és családja megmentésében.

## Fordítás
Ez a szócikk részben vagy egészben  a   Shah Shuja (Mughal prince) című angol Wikipédia-szócikk ezen változatának fordításán alapul.  Az eredeti cikk szerkesztőit annak laptörténete sorolja fel. Ez a jelzés csupán a megfogalmazás eredetét és a szerzői jogokat jelzi, nem szolgál a cikkben szereplő információk forrásmegjelöléseként.

## További olvasmányok
- JN Sarkar (ed), Bengál Történelme, vol II, Dhaka, 1948
- JN Sarkar, Aurangzeb Története, vol II., Új-Delhi, 1972-74
- A Karim, Bengál Történelme, Mogul Időszak, vol II, Rajshahi, 1995